# Třída Velasco
Třída Velasco byla lodní třída nechráněných křižníků španělského námořnictva. Celkem bylo postaveno osm jednotek této třídy. Ve službě byly v letech 1881–1926. Tři byly potopeny ve španělsko-americké válce roku 1898, přičemž Don Juan de Austria byl vyzvednut a zařazen do amerického námořnictva. Španělské námořnictvo poslední křižník této třídy vyřadilo roku 1926.

## Stavba
Celkem bylo postaveno osm jednotek této třídy. Jejich stavba probíhala v letech 1879–1891. První dvě jednotky postavila v letech 1879–1881 britská loděnice Thames Iron Works. V letech 1883–1884 byly ve čtyřech španělských loděnicích založeny kýly dalších šesti plavidel. Do služby byly přijaty v letech 1888–1891.
Jednotky třídy Velasco:
| Jméno               | Loděnice              | Založení kýlu | Spuštěn         | Vstup do služby | Osud |
| ------------------- | --------------------- | ------------- | --------------- | --------------- | --- |
| Velasco             | Thames Iron Works     | 1879          | 1881            | 1881            | Dne 1. května 1898 potopen v bitvě v Manilské zátoce. |
| Gravina             | Thames Iron Works     | 1879          | 1881            | 1881            | Dne 10. července 1884 ztroskotal severně od filipínského ostrova Luzon. |
| Infanta Isabel      | Arsenal del Cadiz     | 1883          | 26. června 1885 | 1888            | Vyškrtnut 1926. |
| Isabel II           | Arsenal del El Ferrol | 1883          | 19. února 1886  | 1888            | Vyškrtnut 1902. |
| Cristóbal Colón     | La Carraca            | 1883          | 1887            | 1889            | Dne 29. září 1895 ztracen poblíž Kuby. |
| Don Juan de Austria | Arsenal del Cartagena | 1883          | 23. ledna 1887  | 1889            | Dne 1. května 1898 potopen v bitvě v Manilské zátoce. Po vyzvednutí a opravě zařazen 11. dubna 1900 do amerického námořnictva jako dělový člun USS Don Juan de Austria. Roku 1907 byl vyřazen a zapůjčen námořní milici státu Michigan. Vyřazen byl roku 1919. |
| Don Antonio Uloa    | La Carraca            | 1883          | 23. ledna 1887  | 1889            | Dne 1. května 1898 potopen v bitvě v Manilské zátoce. |
| Conde del Venadito  | Arsenal del Cartagena | 1884          | 20. srpna 1888  | 1891            | Vyškrtnut 1902. |

## Konstrukce

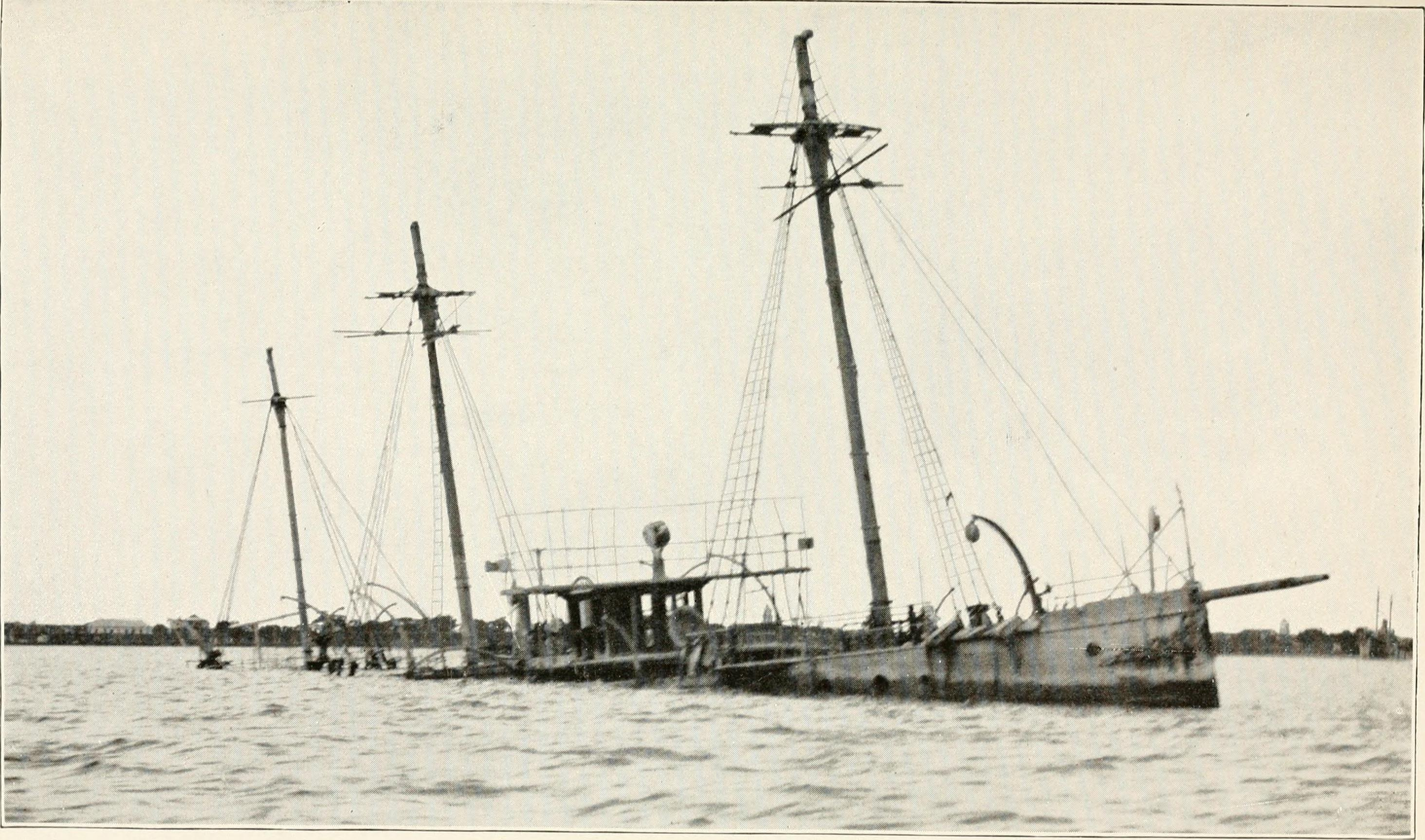
Potopený křižník Don Antonio de Ulloa

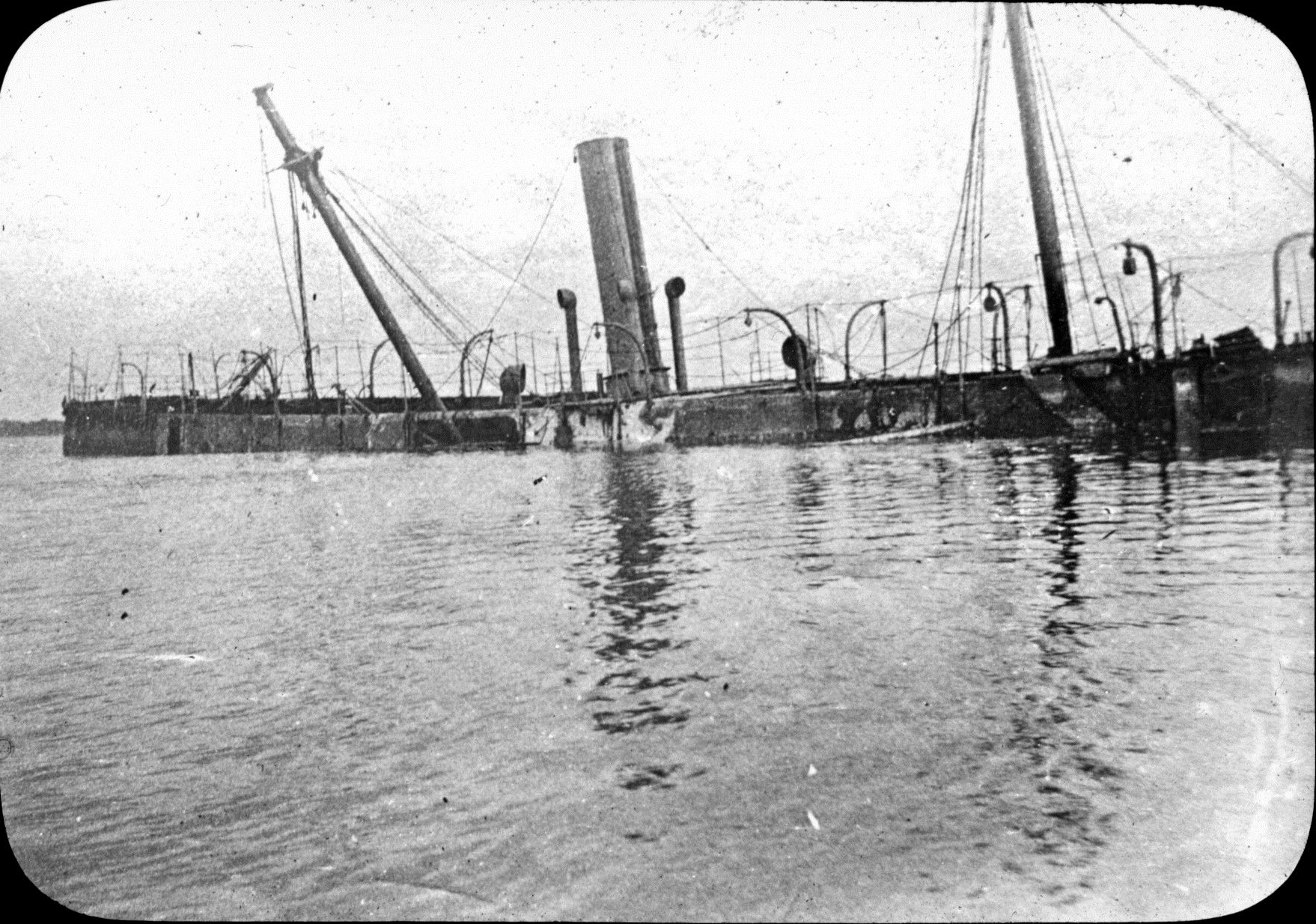
Potopený křižník Velasco

Plavidla měla železný trup a oplachtění barku o ploše 1132 m2. Výzbroj prvních dvou Křižníků tvořily dva 150mm/26 kanóny Armstrong M1881 na sponzonech na bocích trupu, které doplňovaly dva 70mm/12 kanóny Hontoria a dva 356mm torpédomety. Plavidla nechránilo žádné pancéřování. Pohonný systém tvořily čtyři cylindrické kotle a jeden parní stroj o výkonu 1500 hp, roztáčející jeden lodní šroub. Nejvyšší rychlost dosahovala 13 uzlů. Neseno bylo 220 tun uhlí.

### Modifikace
Posledních šest křižníků mělo odlišné složení výzbroje. Tvořily ji čtyři 120mm/35 kanóny Hontoria M1883, čtyři pětihlavňové 37mm/17 kanóny Hotchkiss, čtyři 25mm/40 kanóny Nordenfelt a dva 356mm torpédomety.